# Peter Littmann
Peter Littmann (* 21. Dezember 1947 in Prag) ist ein deutscher Manager und Unternehmensberater.

## Leben
Littmann studierte Maschinenbau in Bratislava zur Zeit des Prager Frühlings. Im August 1968 siedelte er in die Bundesrepublik Deutschland über und arbeitete zunächst als Regieassistent beim WDR. Littmann studierte dann an der Universität Köln einige Zeit Philosophie, wechselte zur Betriebswirtschaftslehre und promovierte 1976 am Lehrstuhl für Marketing und Handel der Universität Innsbruck.
Littmann war 1976–1978 Vorstandsassistent, Prokurist und Direktor des Textilunternehmens Girmes-Werke AG. Er war 1979–1980 Generalbevollmächtigter und Geschäftsführer der Rosenthal AG. Von 1981 bis 1992 arbeitete er in verschiedenen Positionen für die Firma Vorwerk. Er war Geschäftsführer, persönlich haftender Gesellschafter, President und Chief Executive Officer und übernahm die Leitung der Vorwerk International AG, einer Führungsholding der Auslandsaktivitäten des Vorwerk-Konzerns.
Littmann wurde 1993 Vorstandsvorsitzender der Hugo Boss AG, er stellte das Familienunternehmen neu auf, verließ es aber nach Differenzen mit dem Mehrheitsaktionär Pietro Marzotto.
Von 1997 bis 1999 war er Vorstandsvorsitzender der Wünsche Aktiengesellschaft in Hamburg, zu welcher von 1998 bis 2001 auch die Modemarke Joop! gehörte. Dort wurde Littmann im Oktober 1999, auch nach Auseinandersetzungen mit Wolfgang Joop, fristlos entlassen.
Von Februar 2008 bis November 2008 übernahm er als Mitglied des Aufsichtsrates interimsweise den Vorsitz der Konzernleitung der Rodenstock Gruppe. Heute ist Littmann geschäftsführender Gesellschafter der von ihm gegründeten Unternehmensberatungsfirma Brandinsider GmbH in Hamburg.
Littmann ist Mitglied der Aufsichtsräte bei CIBA Spezialitätenchemie AG, Charles Vögele AG, Ruckstuhl AG, Haus Rabenhorst GmbH und der Rodenstock Gruppe sowie Honorarprofessor an der Fakultät für Wirtschaftswissenschaft der Universität Witten/Herdecke. Er ist Mitglied des Verwaltungsrates der Nyenrode Business University (Niederlande), Member of the Harvard University Art Museums´s Visiting Committee (Cambridge, USA), sowie Mitglied des Herausgeberbeirats der Zeitschrift Absatzwirtschaft und des Kuratoriums der Stiftung für die Hamburgischen Kunstsammlungen. Littmann war Gründungsvorsitzender des vom Kulturkreis der deutschen Wirtschaft im Bundesverband der Deutschen Industrie initiierten Arbeitskreises Kultursponsoring.
Er ist Honorarkonsul der Slowakei. Littmann schreibt Kolumnen für das Handelsblatt zum Thema Marketing.

## Veröffentlichungen
- Peter Littmann, Stephan A. Jansen: Oszillodox. Virtualisierung – die permanente Neuerfindung der Organisation, Klett-Cotta Verlag, Stuttgart 2000, ISBN 3-608-94207-6